# Laurent Bai Xiaoman
Laurent Bai Xiaoman (en chinois 白小满) est un laïc chinois né vers 1826 dans la province du Guizhou, converti au christianisme, et tué le 25 février 1856 à Su-Lik-Hien dans la province du Kwang-Si (Guangxi).
L'Église catholique le reconnaît martyr de la foi. Il est canonisé (proclamé saint) à Rome par le pape Jean-Paul II le 1er octobre 2000. Sa fête est le 25 février.

## Biographie
Bai Xiaoman naît à Suicheng dans la province du Guizhou vers 1821, dans une famille pauvre. Il devient orphelin très jeune.
Il se fait laboureur journalier dans le Guangxi, puis dans le village de Yaoshan. Il se marie vers l'âge de 30 ans et a une fille.
Il rencontre le P. Auguste Chapdelaine, un missionnaire français venu clandestinement dans la province de Guangxi pour prêcher l'Évangile. À cette époque, il était interdit aux missionnaires chrétiens d'entrer à l'intérieur de la Chine, loin des ports. Bai Xiaoman se convertit au catholicisme et demande le baptême. Il est baptisé en 1855 et choisit le prénom Laurent. Il reste attaché au P. Chapdelaine et devient un de ses fils spirituels.
Moins d'un ans après, dans le cadre de la révolte des Taiping qui les oppose au gouvernement Qing, le P. Auguste Chapdelaine est inquiété. Il est connu pour ses activités missionnaires qui offensent les coutumes et la culture traditionnelles chinoises. Il est aussi accusé d'avoir des relations sexuelles avec des femmes chrétiennes. Il est arrêté par les autorités Qing, qui décident de l'exécuter plutôt que de le déporter vers l'un des ports chinois où les prêtres étrangers sont légalement autorisés à demeurer.
Laurent Bai Xiaoman s'oppose à cette condamnation à mort. Il est alors arrêté lui aussi, de même que quinze autres chrétiens, dont Agnès Tsao Kouying, qui est également mise à mort. Les soldats du gouvernement exigent que Laurent Bai Xiaoman renonce au christianisme. Il refuse, et est torturé. Avant d'être exécuté, il demande à sa femme de respecter les Dix commandements et d'enseigner la foi à leur enfant. Il est exécuté, décapité le 25 février 1856 devant sa femme et sa fille. Son corps est jeté dans la forêt pour y être dévoré par les animaux sauvages.

## Canonisation
Laurent Bai Xiaoman est reconnu comme martyr de la foi par décret de l'Église catholique, signé le 2 juillet 1899 par le pape Léon XIII, devenant ainsi vénérable. Il est ensuite béatifié, le 27 mai 1900 toujours par Léon XIII.
Il est proclamé saint au cours de la cérémonie de canonisation des 120 martyrs de Chine par le pape Jean-Paul II, le 1er octobre 2000 sur la place Saint-Pierre de Rome. Saint Laurent Bai Xiaoman est fêté le 25 février, et le 9 juillet avec l'ensemble des martyrs.

## Source
- (en) Cet article est partiellement ou en totalité issu de l’article de Wikipédia en anglais intitulé « Lawrence Bai Xiaoman » (voir la liste des auteurs)..